# Étoile variable à longue période

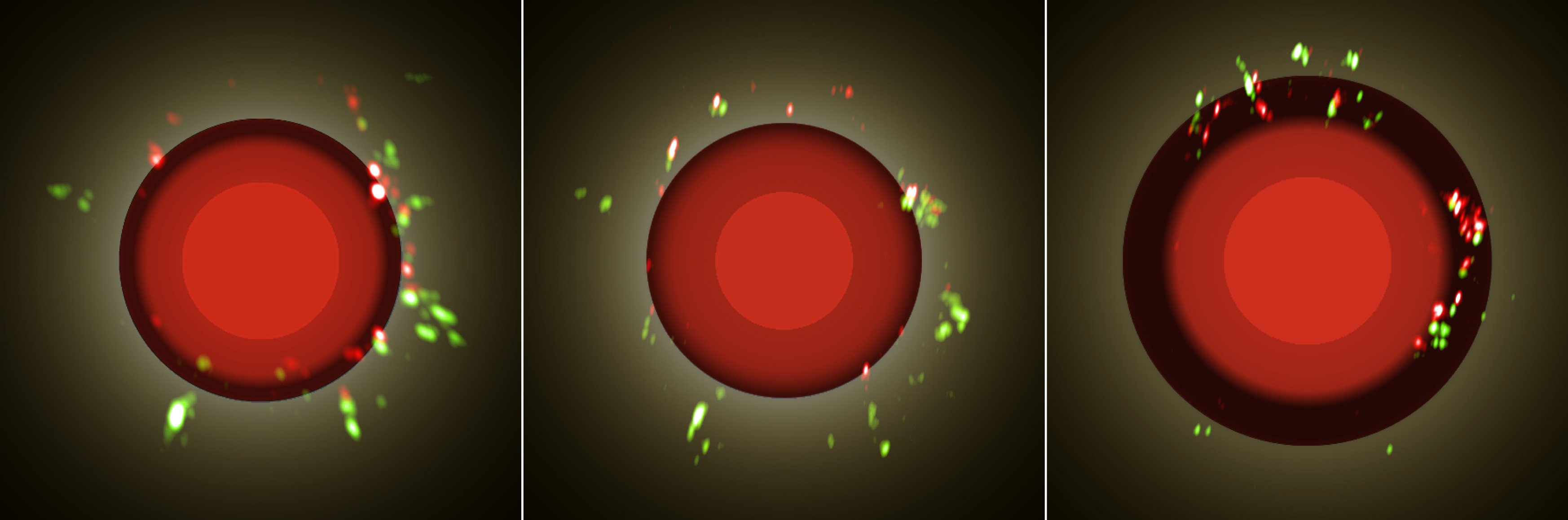
Pulsations de S Orionis, montrant la production de poussières et des masers (ESO).

Le terme d'étoile variable à longue période (en anglais long-period variable star ou LPV) fait référence à des groupes divers d'étoiles variables froides, lumineuses et pulsantes.

## Types de variation
Le General Catalogue of Variable Stars ne définit pas le type d'étoile variable à longue période, bien qu'il décrive les variables de type Mira comme étant des variables à longue période. Le terme fut utilisé la première fois au XIXe siècle, avant que des classifications plus précises des étoiles variables soient établies, pour désigner un groupe d'étoiles qui étaient connues pour varier sur des échelles de temps d'une centaine à quelques centaines de jours. Vers le milieu du XXe siècle, les variables à longue période furent reconnues comme étant des étoiles géantes froides. Les relations entre les variables de type Mira, les variables semi-régulières et les autres étoiles pulsantes furent étudiées et le terme variable à longue période fut généralement réservé aux étoiles pulsantes les plus froides, presque toutes des variables Mira. Les variables semi-régulières étaient considérées comme intermédiaires entre les LPV et les céphéides,.
Après la publication du General Catalogue of Variable Stars, le variables de type Mira et les variables semi-régulières, en particulier celles de type SRa, furent souvent considérées toutes deux comme des variables à longue période,. Dans sa plus large acception, les LPVs incluent les Miras, les variables semi-régulières, les variables irrégulières à longue période et les OGLE small amplitude red giants (OSARG), comprenant à la fois des étoiles géantes et supergéantes. Les OSARG ne sont généralement pas considérées comme des LPV et beaucoup d'auteurs continuent à utiliser le terme de façon plus restrictive pour désigner seulement les variables de type Mira et semi-régulières, voire seulement les Miras. Le catalogues d'étoiles variables issu de la mission du satellite Gaia regroupe toutes les LPV dans une seule classe, qui couvre les variables de type Mira, les semi-régulières, les variables à longues périodes secondaires, les géantes rouges variables à faible amplitude, ainsi que les OSARG.
La section LPV de l'AAVSO couvre les étoiles variables de types Mira, semi-régulières (SR) et irrégulières (L), mais aussi les variables de type RV Tauri, un autre type d'étoile froide de grande taille variant lentement. Cette section inclut également les étoiles SRc et Lc qui sont des supergéantes froides, respectivement semi-régulières et irrégulières. Les recherches récentes se sont focalisées sur les variables à longue période de type AGB et éventuellement sur les étoiles du sommet de la branche des géantes rouges. Les OSARG récemment classées sont de loin les plus nombreuses de ces étoiles, comprenant une forte proportion de géantes rouges.

## Propriétés

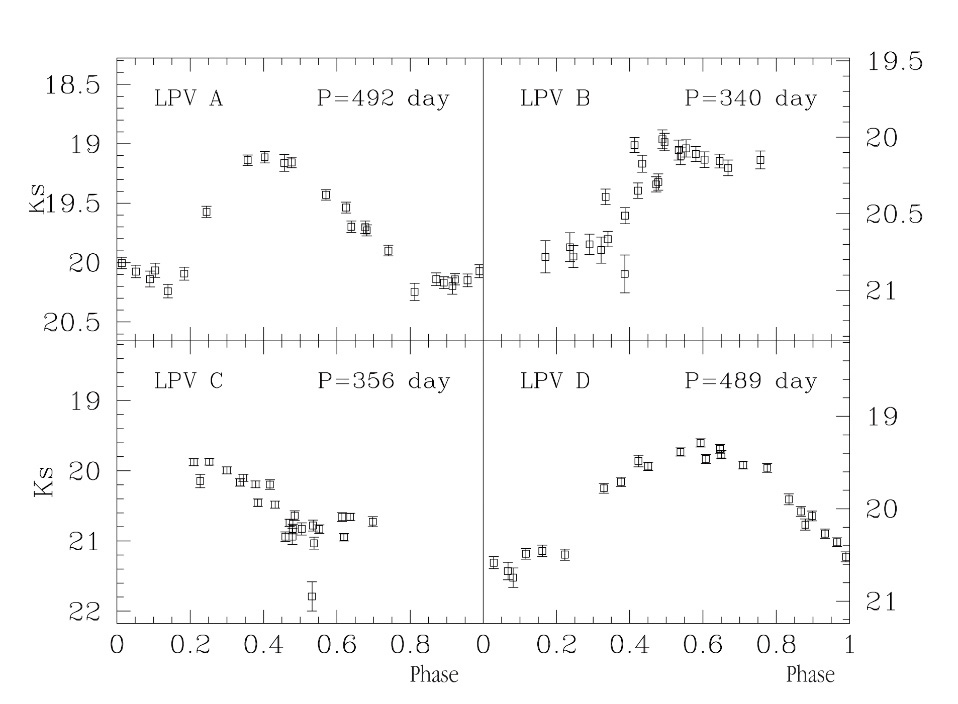
Courbes de lumière de quatre variables de type Mira de la galaxie Centaurus A.

Les variables à longue période sont des étoiles variables froides pulsantes, géantes ou supergéantes, avec des périodes d'une centaine de jours, de juste quelques jours pour les OSARG et allant jusqu'à plus de mille jours. Dans certains cas, les variations sont trop mal définies pour identifier une période, bien que le fait qu'elles soient vraiment non périodiques soit une question ouverte.
Les LPV sont de type spectral F ou plus rouge, mais la plupart sont de type spectral M, S ou C. Beaucoup des étoiles les plus rouges du ciel, comme Y CVn, V Aql et VX Sgr sont des LPV.
La plupart des LPV, dont toutes les variables de type Mira, sont des étoiles de la branche asymptotique des géantes à impulsions thermiques avec des luminosités valant plusieurs milliers fois celle du Soleil. Certaines variables semi-régulières et irrégulières sont des étoiles géantes moins lumineuses, tandis que d'autres sont des supergéantes plus lumineuses comprenant certaines des plus grosses étoiles connues telles que VY CMa.

## Longues périodes secondaires
Entre un quart et la moitié des variables à longue période présentent des variations de luminosité très lentes avec une amplitude allant jusqu'à une magnitude aux longueurs d'onde visibles, et une période d'environ dix fois la période de pulsation primaire. Elles sont appelées longues périodes secondaires. Les causes de ces longues périodes secondaires sont inconnues. Les interactions entre binaires, la formation de poussière, la rotation ou les oscillations non-radiales ont été successivement évoquées, mais elles ont toutes des difficultés à expliquer les observations. En 2021, l'explication privilégiée semble être celle de systèmes binaires impliquant une éclipse par une naine brune.

## Modes de pulsation
Les variables de type Mira pulsent principalement sur le mode fondamental, tandis que les variables semi-régulières et irrégulières sur la branche asymptotique des géantes pulsent selon le premier, le second ou le troisième harmonique. Beaucoup des LPV moins régulières pulsent selon plus d'un mode.
Les longues périodes secondaires ne peuvent être provoquées par le mode fondamental des pulsations radiales ou leurs harmoniques, mais des modes de pulsation étranges sont une explication possible.